# Morski rezervat
Morski rezervat ali zavarovano morsko območje je predel morja in/ali obale, ki ga država ali druga javna ustanova ščiti zaradi izrednih naravnih in krajinskih značilnosti. Zaščita se izvaja s prepovedjo nekaterih dejavnosti, s financiranjem oskrbe in organizacije ter s podporo študijskim pobudam.
Glavni vzrok za nastanek morskih zaščitenih območij je, kakor za kopne rezervate, ohranjanje naravnih značilnosti in njihovo preučevanje, pri čem je posebni poudarek na prepovedi gradnje novih stavb in na strogem nadzorstvu nad turističnim in komercialnim izkoriščanjem območja. Na žalost je prav zamuda pri ustvarjanju morskih rezervatov dovolila, da so se na obalah vrstile gradnje elitnih hotelskih in ekskluzivnih stanovanjskih objektov. 

## Klasifikacija
Čeprav IUCN predvideva možnost uvrstitve morskih rezervatov v vseh sedem kategorij rezervatov, je zaradi relativne novosti teh projektov večina vključena v skupino V, ki je najbolj splošnega značaja. Kategorije IUCN za morske rezervate so sledeče:
- Ia	strogi rezervati s prepovedjo ribolova, turizma in obiska
- Ib	rezervati s prepovedjo turizma, a z dovoljenjem lokalnih dejavnosti, ki so značilne za "zaprte habitate"
- II	parki s prepovedjo komercialnega izkoriščanja, a z dovoljenjem rekreativnih dejavnosti
- III	naravni spomeniki in zgodovinsko pomembna območja
- IV 	habitati zavarovanih bioloških vrst s strogim nadzorom nad izkoriščanjem
- V	krajinske posebnosti z nadzorom nad inovacijami
- VI	ekonomska nahajališča prvin z nadzorom nad izkoriščanjem.

## Večji morski rezervati
- Najnovejši morski rezervat je tudi svetovno najobširnejši Antarktični park, ustanovljen 28. oktobra 2016 v Avstraliji, skupno 1.550.000 km2[2]
- Papahānaumokuākea Marine National Monument na Havajih, drugi na svetu po površini s skupno 1.510.000 km2[3]
- Phoenix Islands Protected Area na Kiribatih zavzema 11,34 % državne površine s skupno 408.250 km2[4]
- Great Barrier Reef Marine Park v Queenslandu, Avstralija, ki ga sestavljajo Veliki koralni greben, otoki in morje za skupno 345.000 km2[5]
- Santuario per i mammiferi marini - Sanctuaire Pelagos pour la protection des mammifères marins en Méditerrané v Genovskem zalivu, približno kvadratno območje okoli otoka Korzike do italijanske in francoske obale vključno s severno obalo Sardinije, skupno 87.500 km2.[6]
- Chagos Marine Protected Area, britanska posest v Indijskem oceanu, je zaradi političnih problemov še danes sporno območje, v kolikor domačini obtožujejo Združeno kraljestvo, da je bil rezervat ustvarjen z edinim namenom, da se prepreči njihova vrnitev na rojstne otoke; gre za skupno 54.400 km2 površine[7]
- Wattenmeer Nationalpark je skupina parkov ob jugovzhodni obali Severnega morja (Evropa), kjer posamezni parki, ki jih sicer ločijo državne meje, ustvarjajo homogeno naravno in zgodovinsko enoto.[8] Skupno površino 6.539 km2 sestavljajo:
  - na Danskem Nationalpark Vadehavet
  - v Nemčiji Nationalpark Schleswig-Holsteinisches Wattenmeer, Hamburgisches Wattenmeer in Nationalpark Niedersächsisches Wattenmeer
  - na Nizozemskem Nationaal Park Lauwersmeer, Nationaal Park Schiermonnikoog in Nationaal Park Duinen van Texel
- Bowie Seamount Marine Protected Area v Kanadi, podvodni ognjenik ob obali Britanske Kolumbije, skupno 6.131 km2[9]
- Channel Islands National Marine Sanctuary v Kaliforniji zavzema 11 km morja okoli Otočja svete Barbare (ali Kanalskega otočja, Channel Islands) skupno 3.800 km2[10]
- Dry Tortugas National Park v Mehiškem zalivu (ZDA), tudi zgodovinsko pomembno območje, skupno 261,84 km2[11]